# TPS Turku
TPS Turku je finski hokejski klub iz Turkuja, ki je bil ustanovljen leta 1929. Z enajstimi naslovi finskega državnega prvaka je eden najuspešnejših finskih klubov. 

## Lovorike
- Finska liga: 11 (1955/56, 1977/76, 1988/89, 1989/90, 1990/91, 1992/93, 1994/95, 1998/99, 1999/00, 2000/01, 2009/10)

## Upokojene številke
- 3 - Timo Nummelin
- 8 - Juhani Wahlsten
- 23 - Hannu Virta

## Znameniti hokejisti
Glej tudi Kategorija:Hokejisti TPS Turku.
| - Kari Jalonen - Arto Javanainen - Esa Keskinen - Miikka Kiprusoff - Saku Koivu - Mikko Koivu - Jere Lehtinen - Fredrik Norrena - Antero Niittymäki - Petteri Nummelin - Timo Nummelin - Raimo Summanen - Kai Nurminen - Sami Salo - Kimmo Timonen - Hannu Virta - Jani Hurme - Mikko Mäkelä - German Titov - Karlis Skrastins - Niko Kapanen - Henrik Tallinder | - Juhani Tamminen - Jukka Vilander - Ari Vuori - Urpo Ylönen - Pasi Virta - Mal Davis - Reijo Leppänen - Steve Graves - Mika Alatalo - Miika Elomo - Niklas Sundblad - Andrej Skopincev - Joni Lius - Michael Holmqvist - Jarkko Varvio - Martti Järventie - Peter Schaefer - Jussi Timonen - Lauri Korpikoski - Layne Ulmer - Andreas Jämtin - Daniel Widing | - Martti Jarkko - Seppo Suoraniemi - Jorma Valtonen - Petteri Lehto - Seppo Repo - Antero Lehtonen - Seppo Lindström - Jim Bedard - Jukka Porvari - Markus Ketterer - Reijo Mikkolainen - Viktor Tjumenev - Mikko Haapakoski - Tuomas Grönman - Tommi Miettinen - Tony Virta - Jouni Loponen - Markus Seikola - Rob Shearer - David Schneider - Craig Rivet - Kent McDonell | - Kai Suikkanen - Richard Zemlicka - Jukka Virtanen - Oldrich Svoboda - Pasi Petriläinen - Aleksander Smirnov - Tom Koivisto - Antti Aalto - Marko Jantunen - Pavel Torgajev - Lasse Pirjetä - Erik Kakko - Mika Lehtinen - Hannes Hyvönen - Tomi Kallio - Toivo Suursoo - Peter Ahola - Kimmo Rintanen - Chris Joseph - Tyler Bouck - Ivan Huml - Lee Sweatt |